# 忍者文字
忍者文字（にんじゃもじ）とは、忍者が使ったといわれる暗号。
忍者文字とよばれる文字には数種類があるが、実際に使われた証拠のあるものは存在しない。

## 忍びいろは
『万川集海』には、7つの偏と7つの旁を組み合わせた、漢字風の見た目をもつ49文字を使用することが記されており、各文字は仮名1文字に相当する。

## 神代文字風
三重県伊賀市の伊賀流忍者博物館では神代文字の一種を忍者が利用していたとしている。伊賀上野観光協会では、2010年から「まちおこし」の一環としてこの忍者文字のフォントを無償で提供するなど普及につとめている。

## その他
「女」という文字を「くノ一」に分解する類も忍者文字と呼ばれることがある。文字というよりも符牒や隠語に近い。